# Desastre de la mina de jade de Hpakant de 2020
El desastre de la mina de jade de Hpakant fue un desastre minero en el que un deslizamiento de tierra mató al menos a 174 mineros, mientras que al menos 100 desaparecieron, y otras 54 personas resultaron heridas en un sitio de minería de jade en el área de Hpakant del estado de Kachin en Birmania. El desastre tuvo lugar el 2 de julio de 2020 y es el accidente minero más mortal hasta la fecha en Birmania.
La industria de jade de Birmania tiene un valor de US $ 790 millones según las estadísticas oficiales de Birmania, pero las estimaciones independientes lo sitúan en US $ 30-31 mil millones por año. La industria se hizo conocida por sus accidentes fatales en los años anteriores, con el accidente más mortal antes del de 2020 que mató a 116 personas en 2015. Si bien el gobierno respondió con promesas de hacer reformas en la industria minera de jade, los activistas afirman que desde entonces se ha hecho poco en la práctica.
Los mineros muertos o heridos por el deslizamiento de tierra eran "recolectores de jade" independientes, que recogen los relaves de los operadores más grandes y que viven en cuartos destartalados en la base de grandes montículos de escombros excavados por maquinaria pesada. El día antes de la catástrofe, las autoridades les advirtieron sobre los peligros creados por las fuertes lluvias. Esta advertencia fue ignorada por muchos mineros. A las 06:30 hora local, fuertes lluvias desencadenaron el colapso de un montón de desechos mineros, que cayeron a un lago. Esto generó una ola de lodo y agua de 6,1 metros (20 pies) que enterró a los que trabajaban en el sitio.

## Antecedentes

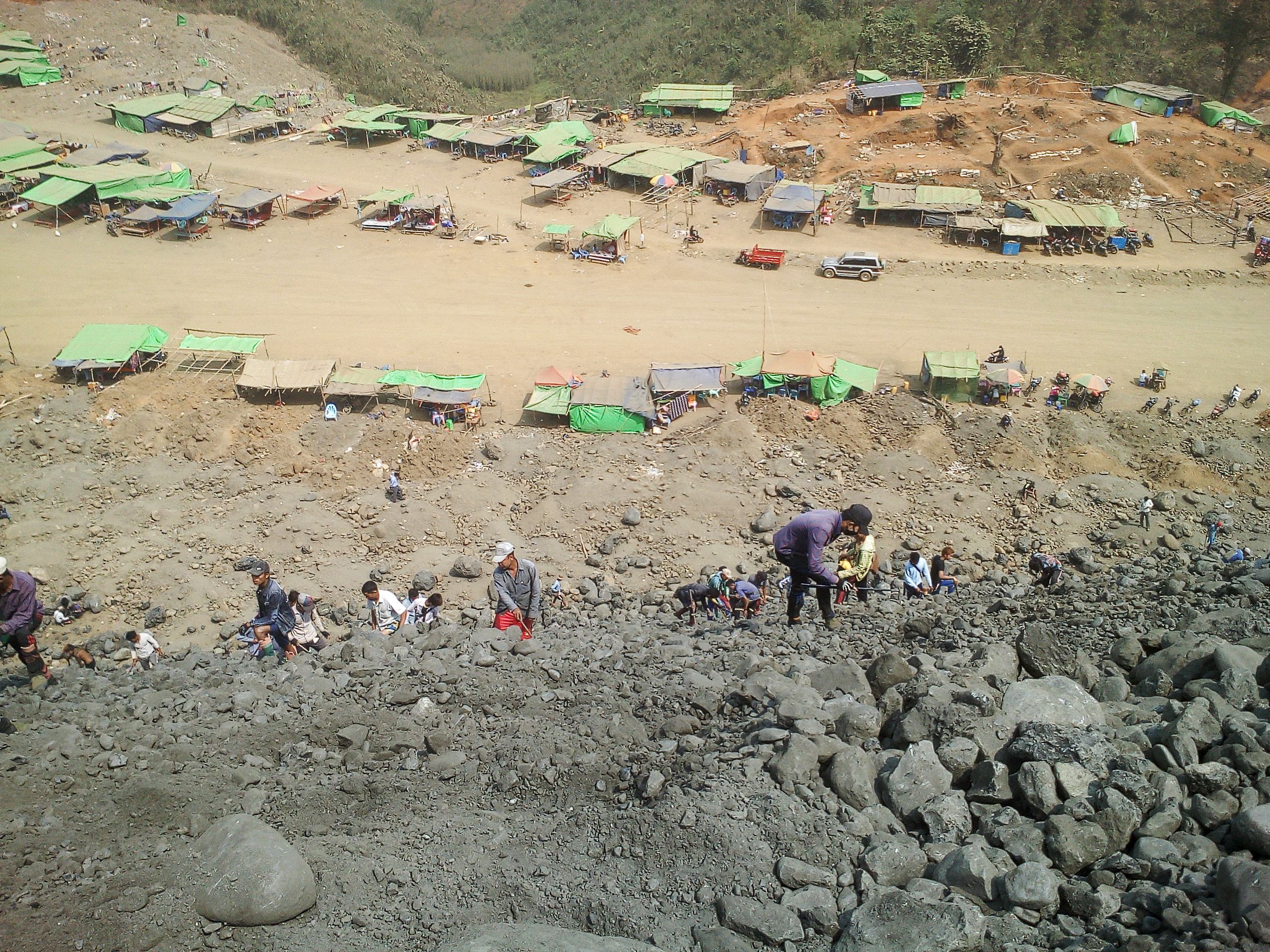
Mirando hacia abajo la cuesta de escombros en la mina de jade en el estado de Kachin

Birmania es el mayor proveedor de jade, en un comercio por valor de US $ 790 millones según las estadísticas oficiales de Birmania, aunque las estimaciones independientes lo sitúan en US $ 30-31 mil millones por año. La industria es conocida por accidentes frecuentes en sus sitios mineros. La mina de jade más grande del mundo se encuentra en Hpakant, en el estado de Kachin.
Decenas de mineros han muerto en accidentes más pequeños en los últimos años, con "recolectores de jade" independientes que recolectan relaves de operadores más grandes, particularmente en riesgo. Estos mineros independientes viven en cuartos destartalados en la base de grandes montículos de escombros excavados por maquinaria pesada. Los mineros independientes a menudo son migrantes de otras regiones de Birmania y no están registrados, lo que complica la identificación de las personas desaparecidas. La minería se realiza en el sitio por cientos de personas que hurgan en los relaves arrojados por camiones en el sitio. Los relaves forman grandes pendientes, en una escena similar a un paisaje lunar desprovisto de árboles, que es susceptible al colapso.
En noviembre de 2015 un deslizamiento de tierra mató al menos a 116 personas en la mina. Después del incidente y la formación del gabinete de Htin Kyaw, dirigido por Htin Kyaw y Aung San Suu Kyi en 2016, el gabinete prometió reformar la industria del jade y reducir los accidentes. Sin embargo, los activistas afirman que poco se ha hecho en la práctica desde que el Gabinete asumió el poder ese mismo año. En 2019, cincuenta trabajadores fueron enterrados en un colapso de la mina, lo que resultó en la muerte de 2 rescatistas y 4 mineros. Según la BBC, al menos 100 personas murieron en ese año.

## Corrimiento de tierra
El 1 de julio de 2020, un día antes del accidente, las autoridades emitieron una advertencia contra la minería en el área debido a las fuertes lluvias. Esta advertencia fue ignorada por muchos mineros.
El Departamento de Servicios de Bomberos de Birmania dijo que en el momento del incidente, la mina a cielo abierto, que era propiedad de un conglomerado comercial local, estaba inactiva. Según informes noticiosos, los trabajadores en el sitio eran carroñeros independientes que estaban fregando los relaves de la mina.
El jueves 2 de julio, a las 06:30 hora local, las fuertes lluvias desencadenaron el colapso de un montón de desechos mineros que cayeron a un lago. Esto generó una ola de lodo y agua que enterró a los que trabajaban en el sitio. Los testigos describieron la ola como de "20 pies de altura" (6,1 m). El colapso y la posterior ola de lodo y agua fueron capturados en video, al igual que los frenéticos intentos de escape de los mineros.
Un testigo declaró que la pila de relaves mostraba signos de inestabilidad, pero colapsó demasiado rápido para que los trabajadores pudieran abandonar el área. Reuters citó al testigo diciendo que "en un minuto, todas las personas en la parte inferior [de la colina] simplemente desaparecieron. Me siento vacío en mi corazón... Había personas atrapadas en el barro pidiendo ayuda. pero nadie podría ayudarlos".

## Número de muertos
Se recuperaron 174 cuerpos y se reportó la desaparición de más de 100 personas y 54 personas heridas fueron evacuadas a hospitales.
Además, se teme que muchos mineros estén atrapados. Los esfuerzos de rescate fueron obstaculizados por las fuertes lluvias.
Las fotografías del área mostraron líneas de cuerpos recuperados colocados en una colina. Docenas de cuerpos no identificados recuperados fueron enterrados en una fosa común excavada por un excavador mecánico cerca del deslizamiento de tierra. Se espera que el número de muertos aumente, ya que otros cuerpos están en el barro. Si bien la industria de jade de Birmania es conocida por muertes y accidentes, el desastre de 2020 es el accidente más mortal hasta la fecha.

## Secuelas
El Ejército de Birmania retiró al Ministro de Seguridad y Asuntos Fronterizos de Kachin, el coronel Nay Lin Tun, y a otro comandante de sus puestos por el accidente. El portavoz del ejército, general de brigada Zaw Min Tun, declaró que "eran responsables de denunciar cualquier intrusión en esta área restringida" y que no lograron llevarlo a cabo.